# Giacomo Facco
Giacomo Facco (Marsango, 4 febbraio 1676 – Madrid, 16 febbraio 1753) è stato un compositore, violoncellista e violinista italiano.

## Biografia
Giacomo Facco è un compositore padovano nato a Marsango, frazione di Campo San Martino, nel 1676, violinista e violoncellista. Le prime notizie su di lui risalgono agli inizi del '700, quando era al servizio del marchese di Los Balbases, Carlo Filippo Spinola Colonna, nel sud Italia. Ancora non è chiara la motivazione che ha spinto il musicista a trasferirsi in meridione, probabilmente conobbe il suo committente a Venezia nel 1700, anno in cui gli venne dedicata un'opera1. Dal 1707 al 1713 Spinola fu viceré di Sicilia e in quegli anni Facco gli dedicò molti lavori, tra cui la serenata “Augurio di vittorie”, il dialogo “La contesa tra la pietà e l'incredulità”, entrambe del 1710, tre melodrammi, “Le regine di Macedonia” (1710), “I rivali generosi” (1712) e “Penelope la casta” (1713), e 12 concerti per strumenti ad arco intitolati “Pensieri adriarmonici”, pubblicati ad Amsterdam tra 1716 e 1719.
Dopo che la Sicilia venne consegnata ai Savoia, Spinola ritornò alla corte di Madrid, qui Facco venne assunto come primo violinista presso la Cappella Reale e come maestro di musica, prima del principe delle Asturie, dal 1720 fino al 1724, data della morte di Luigi I, pochi mesi dopo esser diventato re, successivamente diventò maestro di Don Carlo, figlio di Filippo V e Isabella Farnese, fino al 1731, quando Carlo ereditò il trono di Napoli. Nonostante dopo il 1731 Facco rimase senza allievi, continuò a percepire un salario da didatta fino al 1733 sotto approvazione di Filippo V.
Importanti lavori son stati commissionati a Facco durante gli anni '20 del settecento, come l'opera “Amor es todo invenciòn” del 1721, con testo di José de Cañizares, commissionatagli da Filippo Spinola probabilmente per festeggiare l'onomastico della regina spagnola Isabella. Quest'opera è di fondamentale importanza dato che è il più antico melodramma con testo spagnolo pervenutoci e la più antica opera in stile italiano ritrovata nella penisola Iberica. Altri importanti lavori furono la serenata “Festejo para los dias de la reyna” del 1722, la musica per la commedia "Fieras afemina amor" del 1724, e il primo atto con rispettiva loa del melodramma “Amor aumenta el valor”, questo commissionatogli invece dal nuovo marchese di Los Balbases, Carlo Ambrogio Spinola de la Cerda, figlio di Filippo, quando viaggiò a Lisbona per discutere del matrimonio degli eredi al trono di Spagna e Portogallo (gli altri due atti sono stati attribuiti a José Nebra e Filippo Falconi). In questa occasione fu costruito temporaneamente un teatro presso il palazzo del marchese de Redondo dove furono eseguiti vari lavori oltre a quest'ultima opera, sicuramente la serenata “Las amazonas de España” e una serenata a sei voci.
Negli anni successivi fu offerto al compositore padovano di lavorare presso la corte di João V a Lisbona, il quale stava cercando di ingaggiare compositori italiani per dare più prestigio alla sua corte, ma Facco rifiutò. A partire dagli anni '40 del settecento cominciò un declino per il compositore che lo portò a diventare un musicista inattivo, si spense infine a Madrid nel 1753.

## Composizioni principali

### Opere teatrali
- Le regine di Macedonia, libretto di N. Merlino; Messina, 1710.
- I rivali generosi, libretto di A. Zeno; Messina, 1712.
- Penelope la casta, libretto di M. Noris; Messina, 1713.
- Amor es todo ymbenzion o Jupiter y Amphitrion, libretto di J. de Cañizares; Madrid, 1721.
- Fieras afemina amor, libretto di Alejandro Rodríguez (originale di Pedro Calderón de la Barca); Madrid, 1724.
- Amor aumenta el valor, in collaborazione con J. Nebra e Falconi; Lisbona, 1728.

### Musiche vocali
- Festejo para los dìas de la reina nuestra señora, per soli, coro e orchestra; 1723.
- Serenata a sei voci.

### Musiche strumentali
- Pensieri Adriarmonici ovvero 12 concerti per 3 violini, viola, violoncello e continuo; stampati ad Amsterdam nel 1716 (I libro) e nel 1719 (II libro).